# Barbula stellata
Barbula stellata là một loài Rêu trong họ Pottiaceae. Loài này được (Dicks. ex With.) Brid. mô tả khoa học đầu tiên năm 1819.